# Volker Herres

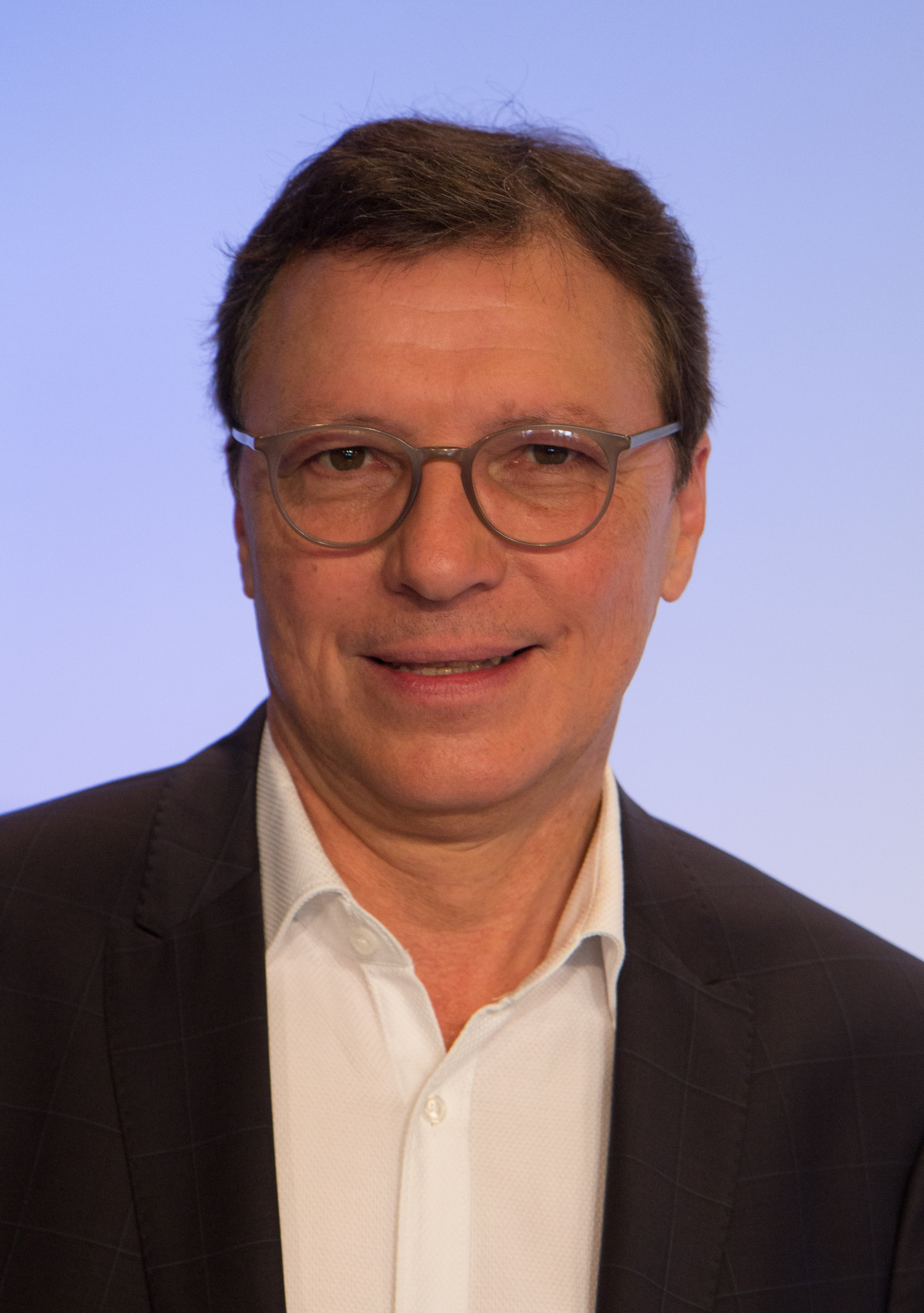
Volker Herres (2018)

Volker Herres (* 23. Juli 1957 in Cuxhaven) ist ein deutscher Fernsehjournalist. Bis Ende April 2021 war er Programmdirektor des ARD-Gemeinschaftsprogramms Das Erste und der ARD-Mediathek.

## Ausbildung
Herres besuchte in Cuxhaven die Grundschule und später das „Gymnasium für Jungen“, das heutige Amandus-Abendroth-Gymnasium, an dem er 1977 das Abitur ablegte. Nach dem Zivildienst beim Deutschen Roten Kreuz und an der Volkshochschule in Göttingen studierte er ab 1978 Volkswirtschaftslehre, Politikwissenschaft und Publizistik an der Ludwig-Maximilians-Universität in München, wo er zudem eine Ausbildung an der Deutschen Journalistenschule absolvierte und ein Stipendium der Friedrich-Ebert-Stiftung erhielt. Während des Studiums arbeitete Herres als freier Mitarbeiter für die Nürnberger Zeitung und die Süddeutsche Zeitung.

## Berufliche Tätigkeit

### ZDF
Herres’ journalistische Arbeit begann nach dem Diplom 1983 zunächst als Mitarbeiter im Berliner ZDF-Studio, wo er für das politische Ost-West-Magazin Kennzeichen D tätig war. Seit 1984 arbeitete Herres in der ZDF-Zentrale in Mainz als innenpolitischer Reporter und Moderator für Sendungen wie Länderspiegel, die politische Gesprächsreihe Was nun …?, in Wahl-Sendungen sowie als Autor von Dokumentationen und Reportagen. 1986 ging er als Reporter für die aktuelle bundespolitische Berichterstattung ins Bonner Studio des ZDF.

### NDR
1987 wechselte Herres zum Norddeutschen Rundfunk in Hamburg, wo er zunächst als Referent in der Intendanz arbeitete, deren Leiter und Sprecher er 1991 wurde. Hier initiierte und steuerte er das interne betriebswirtschaftliche Modernisierungsprogramm „Zukunftssicherung und Kostensenkung“, in dessen Rahmen mehr als 500 Planstellen im NDR abgebaut, unternehmerische Strukturen verschlankt und Mittel zur Stärkung des Programms umgeleitet wurden. Herres war weiterhin beteiligt an der Erweiterung des NDR vom Drei- zum Vier-Länder-Sender nach der Öffnung der innerdeutschen Grenze. In diese Zeit fiel auch der ARD-Vorsitz des NDR.

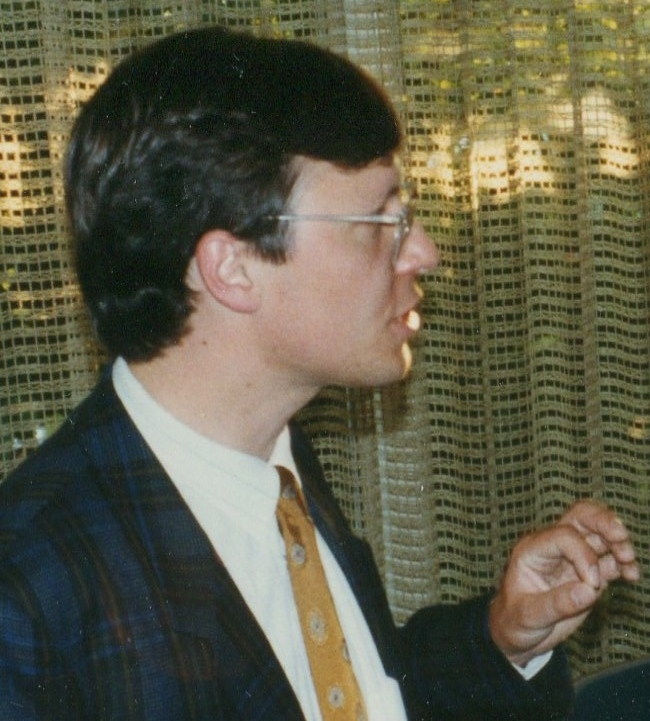
Volker Herres beim NDR, 1990

1995 wurde Herres Fernseh-Chefredakteur des NDR und Leiter des Programmbereichs Zeitgeschehen und damit verantwortlich für alle Informationssendungen des NDR im Ersten Deutschen Fernsehen – Panorama, Plusminus, Weltspiegel, u. a. – sowie für aktuelle Angebote im NDR Fernsehen. Seither moderierte er auch viele Wahl- und Sondersendungen sowie den ARD-Brennpunkt.
Seit Mai 2004 war Herres Programmdirektor Fernsehen des NDR und damit für alle Fernsehsendungen des Senders verantwortlich. Den digitalen Informationskanal EinsExtra hat er ausgebaut, hin zu einem Nachrichtenkanal, der ab den späten 2010er Jahren unter tagesschau24 firmiert. Herres schuf im NDR zudem eine zentrale Redaktion für Features, Dokumentationen und Reportagen. 2006 brachte er die Telenovela Rote Rosen ins Programm. Für Aufsehen sorgte Herres, als er 2007 der Tagesschau-Sprecherin Eva Herman nach deren umstrittenen Äußerungen zur Familienpolitik im Dritten Reich kündigte. Als Programmdirektor hat er ferner die Migrationsthematik aufgegriffen, etwa mit Mehmet Kurtulus 2008 den ersten türkischstämmigen Tatort-Kommissar im deutschen Fernsehen etabliert. Im April 2007 führte er ein Gespräch mit Michael Buback, Sohn des von der RAF ermordeten Siegfried Buback, und dem früheren RAF-Mitglied Peter-Jürgen Boock; die Sendung wurde für den Deutschen Fernsehpreis nominiert. Herres war außerdem regelmäßiger Kommentator in den Tagesthemen. Im Wechsel mit WDR-Chefredakteur Jörg Schönenborn moderierte er seit 2007 bis Mai 2022 die ARD-Sendung Presseclub.
Lange Zeit galt Herres als Favorit für die Nachfolge von NDR-Intendant Jobst Plog, wurde aber im Sommer 2007 nicht vom Verwaltungsrat des NDR nominiert. Im selben Jahr war er auch als Chefredakteur des Hamburger Nachrichtenmagazins Der Spiegel im Gespräch.

### ARD
Im November 2007 beriefen die Intendanten der ARD in Bremen Herres einstimmig zum Nachfolger von Günter Struve als Programmdirektor des Ersten Deutschen Fernsehens. Sein neues Amt trat Herres im November 2008 an. Anschließend führte er für die ARD Verhandlungen mit der Deutschen Fußball Liga (DFL) über die Vergabe der Fernsehübertragungsrechte an der Fußball-Bundesliga und sicherte diese für vier Jahre für den öffentlich-rechtlichen Senderverbund. Die Bundesliga-Sportschau ist seitdem ein fester Bestandteil des Programmangebotes im ARD-Gemeinschaftsprogramm. Herres holte zudem die bisher von RTL übertragene Verleihung des deutschen Musikpreises Echo Pop zurück in Das Erste, die bis 2016 übertragen wurde. Ferner etablierte er eine Partnerschaft mit den Pop- und jungen ARD-Radiowellen. Im Jahr 2010 wurde mit Unser Star für Oslo eine Partnerschaft mit Pro7 und Stefan Raab eingegangen, um gemeinsam den Eurovision Song Contest in Deutschland neu zu konzipieren. 28 Jahre nach dem Triumph von Nicole gewann im selben Jahr mit Lena Meyer-Landrut wieder eine Deutsche den europäischen Musikwettbewerb. Im Herbst 2011 führte er eine wöchentliche Gesprächssendung mit Günther Jauch ein und verband dies mit einer Reform des Programmschemas des Ersten. 2012 schuf Herres einen Primetime-Sendeplatz für das Sommer-Kino im Ersten. In seiner Funktion hat er auch über Programmänderungen und den Einsatz von Sondersendungen zu entscheiden, was ihm anlässlich der Berichterstattung zur Überwachungs- und Spionageaffäre 2013 Kritik einbrachte. Zu einem Markenzeichen des Ersten entwickelte er sogenannte Event-Programmierungen, also die Kombination von Fernsehfilmen mit anschließender journalistischer Vertiefung des Themas. 2013 initiierte er die bis dato aufwändigste und teuerste TV-Serie Babylon Berlin, die gemeinsam mit X-Filme, Sky und Beta-Film realisiert wurde und am 28. September 2017 in Berlin und am 6. Oktober 2017 in Los Angeles Weltpremiere feierte. 2014 etablierte er am Donnerstag nach den Tagesthemen einen Regelsendeplatz für Comedy- und Satireformate. 2019 wurde der Dienstag nach den Tagesthemen zum wöchentlichen Sendeplatz für unterhaltende Talk-Formate wie die NDR-Talkshow, 3nach9, der Kölner Treff u. a. Reihen aus den Dritten Programmen. Nach Beendigung der TV-Serie Lindenstraße führte er im April 2020 das Boulevardmagazin Brisant auch am Sonntag ein. Zum Jahresbeginn 2020 wechselte die programmliche Zuständigkeit für die ARD-Mediathek in die Programmdirektion nach München mit Florian Hager als Channel Manager, der zuvor das junge Angebot funk von ARD und ZDF aufgebaut hatte.
Im Jahr 2016 war Volker Herres als Kandidat für das Amt des rbb-Intendanten gefragt, stand aber nicht zur Verfügung. Sein Vertrag als Programmchef des Ersten wurde 2012 und dann erneut 2017 verlängert. Im September 2020 kündigte er seinen Rückzug vom Posten als Programmchef für den 30. April 2021 an. Die ARD-Intendanten entschieden sich für Christine Strobl als seine Nachfolgerin, die ihr Amt am 1. Mai 2021 antrat.

## Neben- und Ehrenämter
Herres ist Vorsitzender des Vorstandes der Deutschen Journalistenschule, München, e. V. und im Beirat der Hamburg Media School (HMS). Von 2004 bis 2008 war er Vorstandsmitglied der Hamburger Akademie für Publizistik, e. V. Seither ist er im Kuratorium der Stiftung vertreten, ebenso wie im Kuratorium der Jugendpresse Deutschland e. V. Von 2008 bis 2021 war er Mitglied im Aufsichtsrat der gemeinsamen Sportrechteagentur von ARD und ZDF, der SportA. Von Januar 2009 bis November 2012 war er nebenamtlicher Geschäftsführer der ARD-Filmeinkaufs- und Produktionstochtergesellschaft Degeto. Danach wechselte er in den Degeto-Aufsichtsrat, dem er bis 2021 angehörte. 2013 wurde er „für die gute und stetige Berichterstattung über Reitsport im Ersten“, so der damalige Bahnchef Rüdiger Grube in seiner Laudatio, mit dem PSI-Medien-Award der P.S.I. Sporthorses GmbH ausgezeichnet. Seit 2014 ist er auch „Member of the International Academy of Television Arts & Sciences“. Ferner ist er Mitglied im Rotary-Club München. 2002 erhielt er den DUH-Umwelt-Medienpreis in der Kategorie Sonderpreis.

## Veröffentlichungen
- Kennzeichen D. Über die Schwierigkeiten, ein deutsch-deutsches Fernsehmagazin zu machen. Zollhaus Verlag, Düsseldorf 1983, ISBN 3-923328-04-4.
- Gemeinsam mit Jobst Plog: Ständige Systemveränderung. 40 Jahre Rundfunkgesetzgebung im Wandel. In: ARD-Jahrbuch 1989. Hans-Bredow-Institut, Hamburg 1989.
- Ausgewogenheit oder Aushöhlung? Brokdorf-Berichterstattung und Streit um den NDR-Staatsvertrag. In: Deutschen Volkshochschulverband e. V. (Hrsg.): Unsere Medien – Unsere Republik. 1991.
- Die Kündigung des Staatsvertrages. Die Jahre der NDR-Krise (gemeinsam mit Jobst Plog), Schlütersche Verlagsanstalt, Hannover 1991.
- Vier Länder – Ein Sender. Die Erweiterung des NDR um Mecklenburg-Vorpommern. In: ARD-Jahrbuch 1992. Hans-Bredow-Institut, Hamburg 1992
- ‚Drüben‘ – Mitteilungen aus der Wirklichkeit der DDR im westdeutschen Fernsehen. In: Deutschen Volkshochschulverband e. V. (Hrsg.): Unsere Medien – unsere Republik. 1992.
- Was kosten die Kartoffeln? – Die ZDF-Sendereihe ‚Drüben‘ informierte ab 1966 über den Alltag in der DDR. In: Deutschen Volkshochschulverband e. V. (Hrsg.): Unsere Medien – unsere Republik. 1993.
- Medienszene in Europa. Trends und Tendenzen, Chancen und Risiken. In: dprg-Dokumentation 1993.
- Dranbleiben. Journalismus und Verantwortung: eine Thesenreihe. In: epd-medien 1997.
- Live. Mehr als Dabeisein. In: Ruth Blaes und Gregor A. Heussen: ABC des Fernsehens. UVK Medien, Konstanz 1997.
- Politik als Showgeschäft. Wer informieren will, muss unterhalten können. In: grimme 1998.
- Der Weg nach Oben. Gerhard Schröder. Eine politische Biographie (gemeinsam mit Klaus Waller), Econ, München 1998, ISBN 3-612-26611-X.
- Redaktionsmanagement beim Fernsehen, in: Kurt Weichler, Redaktionsmanagement, UVK Medien, Konstanz 2003.
- Einfach, effizient und unbürokratisch. Die Zusammenarbeit der Dritten Fernsehprogramme. In: ARD-Jahrbuch 2004/05. Hans-Bredow-Institut, Hamburg 2004.
- Helmut Schmidt. Bilanz eines großen Staatsmannes (gemeinsam mit Joachim Knuth), Hörbuch, Hoffmann & Campe, Hamburg 2004, ISBN 978-3-455-32058-9.
- Richard von Weizsäcker (gemeinsam mit Joachim Knuth), Hörbuch, Hoffmann & Campe, Hamburg 2004. Neuauflage 2008, ISBN 3-455-32033-3.
- Das erste Knopfloch. Zur Strategie des öffentlich-rechtlichen Fernsehens im digitalen Zeitalter. In: Funk-Korrespondenz vom 24. Februar 2006.
- Die digitale Revolution kann Journalismus nicht ersetzen. Keynote zur Jahrestagung des Netzwerk Recherche, 2006.
- Fernsehen und Verantwortung. Die besondere Rolle des öffentlich-rechtlichen Rundfunks. In: Funk-Korrespondenz vom 28. Juli 2006.
- EinsExtra: Nachrichten und mehr. In: ARD-Jahrbuch 2006. Hans-Bredow-Institut, Hamburg 2006.
- Nichts als die Wahrheit. Digitale Welt: Journalismus im Spannungsfeld zwischen Realität und Quote. In: Funk-Korrespondenz Nr. 31 vom 3. August 2007.
- NDR-Fernsehdirektor Herres zu Chancen und Risiken der digitalen Fernsehwelt In: epd-medien. Nr. 50 vom 25. Juni 2008.
- Nicht für alle. Wo und wann wird in der ARD über Qualität diskutiert? In: epd-medien. Nr. 10 vom 7. Februar 2009.
- Luft zum Atmen. TV-Qualität aus der Sicht eines verantwortlichen Programmmachers. In: Funk-Korrespondenz. Nr. 7 vom 13. Februar 2009.
- Qualität in allen Genres. Der Programmauftrag des Ersten Deutschen Fernsehens. In: politik und kultur. Zeitung des Deutschen Kulterrates. Nr. 4/09, Juli–August 2009.
- Qualität trotz Quotendruck. In: ARD-Jahrbuch 2009. Hans-Bredow-Institut, Hamburg 2009.
- Der sinnstiftende Kitt. Qualitätsjournalismus im Fernsehen oder: Der Charme der Reichweite. In: Funk-Korrespondenz. Nr. 51/52, 2009.
- Der Charme der Reichweite. Anmerkungen zur Qualitätsdebatte In: epd-medien. Nr. 16 vom 3. März 2010.
- Qualitätsjournalismus im Fernsehen oder: Der Charme der Reichweite, in: Michael Schröder und Axel Schwanebeck (Hrsg.): Qualität unter Druck. Journalismus im Internet-Zeitalter. Nomos, Baden-Baden 2011, ISBN 978-3-8329-6055-1.
- Vier Länder ein Sender – Wie Mecklenburg-Vorpommern zum NDR kam. 2012.
- Die Würde der Opfer wahren, in: Thomas Hestermann (Hrsg.): Von Lichtgestalten und Dunkelmännern. Wie die Medien über Gewalt berichten. Springer VS, Wiesbaden 2012, ISBN 978-3-531-18252-0.
- Noch gegenwärtiger. Die Zukunft des Fernsehens oder: Bleibt alles anders! In: Funk-Korrespondenz. Nr. 18, 2014.
- Integration durch Teilhabe am Programm, in: Marlis Prinzing, Nina Köberer und Michael Schröder (Hrsg.): Migration, Integration, Inklusion. Medienpolitische Herausforderungen und Potenziale für die digitale Mediengesellschaft. Nomos, Baden-Baden 2018, ISBN 978-3-8487-4304-9 (Print), ISBN 978-3-8452-8508-5 (ePDF).